# Aureliano in Palmira
Aureliano in Palmira (título original en italiano; en español, Aureliano en Palmira) es un dramma serio operístico en dos actos con música de Gioachino Rossini y libreto en italiano cuyo autor aparece sólo con las iniciales "G. F. R." Se estrenó en La Scala de Milán el 26 de diciembre de 1813.
El libreto se ha atribuido usualmente a Giuseppe Felice Romani, pero a veces a otra persona, por lo demás desconocida, Gian Francesco Romanelli. Se ha sugerido que el último nombre puede haber sido una confusión de Romani con Luigi Romanelli, el poeta del teatro de La Scala antes del nombramiento de Romani para el cargo.
La historia se basaba en el libreto de Gaetano Sertor para la ópera de Pasquale Anfossi de 1789 Zenobia in Palmira y se centra alrededor de la rivalidad entre el emperador romano Aureliano y el príncipe Arsace de Persia sobre la bella Zenobia, reina de Palmira. 

## Personajes
| Personaje | Tesitura             | Reparto del estreno, 26 de diciembre de 1813 (Director: Alessandro Rolla) |
| --- | -------------------- | ------------------------------------------------------------------------- |
| Aureliano, emperador de Roma                                                                                     | tenor                | Luigi Mari                                                                |
| Zenobia, reina de Palmira, amante de Arsace                                                                      | soprano              | Lorenza Correa                                                            |
| Arsace, príncipe de Persia                                                                                       | castrato / contralto | Giambattista Velluti                                                      |
| Publia, hija de Valeriano, enamorada en secreto de Arsace                                                        | mezzosoprano         | Luigia Sorrentini                                                         |
| Oraspe, general del ejército palmireno                                                                           | tenor                | Gaetano Pozzi                                                             |
| Licinio, un tribuno                                                                                              | bajo                 | Pietro Vasoli                                                             |
| El Gran Sacerdote                                                                                                | bajo                 | Vincenzo Botticelli                                                       |
| Sacerdotes, doncellas palmirenas, palmirenos, persas, pastores y pastoras; soldados persas, palmirenos y romanos |                      |                                                                           |